# Gaglovo
Gaglovo (serbisch-kyrillisch Гаглово) ist ein Ort in der serbischen Gemeinde Kruševac.
Der Ort hat 811 Einwohner (Zensus 2002).